# Elizabeth Ho
Elizabeth Ho, född 2 maj 1983 i San Francisco, Kalifornien, är en amerikansk skådespelare. Hon är bland annat känd för rollen som Rhonda Cheng i TV-serien Melissa & Joey.

## Filmografi (urval)
- 2010 – Grey's Anatomy
- 2010 – 2 1/2 män (Jasmine i avsnittet "I Called Him Magoo")
- 2010 – Melissa & Joey
- 2016 – Fifty Shades of Black
- 2019 – Merry Happy Whatever